# Contro Ratzinger
Contro Ratzinger è un libro pubblicato anonimo nel 2006 da Isbn Edizioni.

## Contenuti
È un saggio che prende in considerazione e critica il pensiero di Benedetto XVI su vari argomenti e i rapporti con vari temi: nazismo, teologia della liberazione, illuminismo, fede e ragione, evoluzionismo, omosessualità, difesa della vita.
Il libro approfondisce l'aspetto filosofico, strutturale delle posizioni sostenute da Ratzinger controbilanciando la serietà degli argomenti con la leggerezza e l'ironia dello stile. Infatti il saggio si apre con un fantasioso epilogo in forma di prologo e si chiude con un prologo (nel quale si fantastica riguardo agli esiti del pontificato di Benedetto XVI) in forma di epilogo.
Il punto di vista dell'autore è che la fede ecceda i compiti della ragione:
("Il Papa non rispetta il dialogo" Un anonimo contro Ratzinger di Antonio Gnoli, La Repubblica, 14 aprile 2006)
Inoltre, sempre secondo l'autore, Giovanni Paolo II e Benedetto XVI non solo sono complementari, ma addirittura sovrapposti. 
Infatti 
("Il Papa non rispetta il dialogo" Un anonimo contro Ratzinger di Antonio Gnoli, La Repubblica, 14 aprile 2006)
Secondo l'autore il tentativo di Ratzinger sarebbe quello di spodestare la modernità dalle sue pretese di razionalità per porre la Chiesa come autentica erede della filosofia greca e quindi della cultura occidentale.
A tal fine Ratzinger, utilizzando i concetti e le metodologie del pensiero debole, evidenzierebbe i limiti del concetto moderno di razionalità, limitandone così le pretese. A conclusione di ciò Ratzinger si avventurerebbe in un passaggio rozzo e semplicistico, elencando le tragedie del mondo, che spiegherebbe come semplici effetti della modernità, ossia della pretesa di fare a meno di Dio.
Il libro è anonimo per tre ragioni:
- per evitare di fare la figura "del cagnolino che abbaia alla luna";
- per "premiare un editore coraggioso, ancora disposto ad assumersi il rischio di una posizione politica e culturale forte e chiara";
- per "omaggiare i libelli secenteschi anonimi e antioscurantisti da cui fiorì l'Illuminismo"[1].

## Edizioni
- Anonimo, Contro Ratzinger, Isbn Edizioni, 2006,  pp. 158, cap. 9, ISBN 88-7638-038-8.